# Nezłamne (rejon berysławski)
Nezłamne (ukr. Незламне) – wieś na Ukrainie, w obwodzie chersońskim, w rejonie berysławskim. W 2001 roku liczyła 492 mieszkańców.
W 2024 roku zmieniono nazwę miejscowości z Potiomkyne na Nezłamne.